# Незабудки (фильм)
«Незабудки» — художественный фильм Льва Кулиджанова, последняя работа режиссёра. Снят на Центральной киностудии детских и юношеских фильмов им. М.Горького в 1994 году. Специальный приз кинофестиваля «Окно в Европу».

## Сюжет
Фильм начинается и завершается в пустынном дворике рядом с Арбатом в начале 1990-х годов. Стремительную драку наркоманов сменяет встреча необычных героев: нескрываемо влюблённые друг в друга девушка Таня — в современной одежде, и юный Володя — в форме старшего лейтенанта РККА. «Мы ушли из жизни, нас забыли… Сожгли и в урны насыпали не наш прах, а чей-то… Даже праха не осталось… А ведь мы тоже любили, себя не жалели, роковые ошибки совершали, страдали», — таков лейтмотив их диалога.
Основной сюжет картины разворачивается в том же дворике Москвы, в перенаселённых коммунальных квартирах с конца июня (Парад Победы) по начало августа (Ильинские дожди) 1945 года. На этом фоне развиваются, возвращаясь иногда в предреволюционную Россию, две основные сюжетные линии. Студентка Татьяна и только что вернувшийся с фронта Володя влюблены и счастливы. Всё разрушает неосторожное замечание молодого человека о матери Татьяны — капитане медицинской службы, репрессированной ранее как член семьи врага народа. Татьяна, ожидающая от любимого безоговорочного принятия невиновности своей матери, прогоняет Володю. Их мирит только известие о его мобилизация на фронт Советско-японской войны.
Параллельно развивается вторая сюжетная линия. Софья Михайловна, мать Татьяны, опытный фронтовой хирург, направлена на работу в одну из городских больниц. Она отдаёт себе отчёт в том, что по-прежнему политически бесправна и власти лишь временно терпят её присутствие из-за нехватки врачей. У неё складываются добрые отношения с ночной сестрой Елизаветой Сергеевной, немолодой одинокой женщиной. Вскоре сестра признаётся Софье Михайловне в морфинизме и просит ампулу лекарства для того, чтобы легче пережить воспоминания, терзающие её днём. Врач соглашается, но выдаёт только одну дозу морфина, с обещанием приступить к лечению пагубной зависимости. После смены Елизавета Сергеевна принимает морфин, возвращаясь в наркотическом сне в своё счастливое прошлое. Она — наследница богатого дворянского имения в Витебской губернии, её боготворит муж, поручик императорской армии. Елизавета Сергеевна готовит к вступительным экзаменам по латыни молодую девушку Суламифь из соседнего еврейского местечка, в которой легко узнаётся юная Софья Михайловна. Приходят другие времена: усадьбу сжигают, офицера расстреливают большевики, даже Суламифь, тянущаяся к революционным идеалам, отворачивается от Елизаветы.
Реальность 1945 года становится всё трагичнее. Володя уезжает на фронт, Софья Михайловна вновь арестована, Елизавета Сергеевна умирает в одиночестве в своей каморке. Бомж из 1990-х, собирающий в том же дворике бутылки, обнаруживает за дворовой скамейкой кучу листвы. Чуть раскопав её, он констатирует: «Надо же, убили», — и равнодушно уходит.

## В ролях
- Елена Финогеева — Софья (Суламифь) Михайловна
- Ольга Антонова — Елизавета Сергеевна
- Елена Оболенская — Таня
- Никита Тюнин — Володя
- Валентина Теличкина — Марья Васильевна, мать Володи
- Ольга Анохина — соседка
- Юрий Беляев — Фёдор, первый муж Софьи
- Галина Петрова — дворничиха
- Игорь Тарадайкин — муж Елизаветы Сергеевны
- Татьяна Митрушина — эпизод
- Пётр Меркурьев — отец Софьи Михайловны

## Художественные особенности
Лидия Маслова, «Коммерсант»: «Два фильма — картина о сталинских репрессиях „Умирать не страшно“ (1991) и психологическая драма „Незабудки“ (1994), свидетельствуют о том, что за 30 лет не изменились ни интересы режиссёра, ни его манера. Не изменилось и его отношение к самому себе, всегда характеризовавшееся редкой — особенно для творческой личности — адекватностью».

## Критика
Лилия Маматова, журнал «Искусство кино», полагает, что если ранее в своих фильмах Лев Кулиджанов использовал линейное повествование, то в «Незабудках» свободно смешал временные отрезки, прослеживая развитие героев от рождения до кончины. Это, на взгляд критика, не позволило режиссёру «втиснуть» роман, трагедию в «многолюдную и не всегда выверенную в своей архитектонике драму». По мнению Л. Маматовой, самое интересное в этой драме — женский дуэт. Она считает, что ему и следовало посвятить весь фильм: «В „Незабудках“ два открытия — Елена Финогеева в роли Софьи Михайловны и Ольга Антонова в роли Елизаветы Сергеевны».
Андрей Плахов в «Новейшей истории отечественного кино» отмечает, что «Умирать не страшно» и «Незабудки» — фильмы несуетные, интеллигентные, личные. Это в постсоветской культуре обеспечило им «особое место вне „моды“ и „тенденции“».

## Награды и номинации
- Специальный приз кинофестиваля «Окно в Европу» (Выборг, 1994 год);
- Номинация на премию Ника в категории Роль второго плана — Ольга Антонова.